# Salomé (pel·lícula de 1953)
 Salomé (títol original en anglès: Salome) és una pel·lícula estatunidenca dirigida per William Dieterle, estrenada el 1953. Ha estat doblada al català.

## Argument[2]
Sota el regnat de l'emperador Tiberi, el profeta de Galilea Joan Baptista prèdica contra el rei Herodes Antipas i la seva esposa, ex-dona del seu germà, la reina Heròdies. Aquesta desitja la mort del predicador, però Herodes té por per una profecia. Arriba la bella princesa Salomé, filla d'Heròdies, i la cobdícia creixent del rei cap a la seva nora i neboda és utilitzada per Heròdies per sotmetre el seu marit als seus desitjos. Però Salomé i el seu amant Claudi estan disposats a convertir-se a la nova religió. I el ball en el seu moment crític, mostra tenir implicacions inesperades...

## Repartiment
- Rita Hayworth: Princesa Salomé
- Stewart Granger: Comandant Claudius
- Charles Laughton: Rei Herodes
- Judith Anderson: Reina Heròdies
- Cedric Hardwicke: Emperador Tiberi
- Alan Badel: Joan Baptista
- Basil Sydney: Ponç Pilat
- Maurice Schwartz: Ezra, el conseller del Rei
- Arnold Moss: Micha, el conseller de la reina
- Rex Reason: Marcellus
- Eduardo Cansino: Guàrdia romà
- Carmen D'Antonio: Serventa de Salomé

## Al voltant de la pel·lícula
Altres adaptacions:
- 1918: Salomé (Salome) de J. Gordon Edwards amb Theda Bara (Salomé)
- 1923: Salomé de Charles Bryant, guió d'Oscar Wilde amb Alla Nazimova (Salomé)
- 1986: Salome de Claude d'Anna
- 2002: Salomé de Carlos Saura